# Макаров Микола Федорович
Микола Федорович Макаров (9 (22) травня 1914 — 14 травня 1988) — радянський конструктор зброї, розробник пістолета Макарова, Герой Соціалістичної Праці (1974).

## Біографія
Микола Федорович Макаров народився в 1914 році в селі Сасово Тамбовської губернії в сім'ї залізничного майстра. Після ФЗУ працював слюсарем в Сасовський залізничному депо, а в 1936 році вступив до Тульський механічний інститут.
На початку німецько-радянської війни його відкликали з переддипломної практики, достроково присвоїли кваліфікацію інженера і направили до Загорська, на завод, що випускав пістолети-кулемети Шпагіна. Незабаром завод перевели в Вятские Поляни Кіровської області; там Микола Федорович швидко пройшов шлях від майстра до провідного конструктора, а в 1944 у — завершив навчання в Тульському механічному інституті, отримавши диплом з відзнакою.
Після захисту диплома направлений в НДІ СПВА в Кунцево, де працював провідним інженером-конструктором до кінця війни. Потім переведений в ЦКБ-14 м. Тула (нині ГУП «КБП»).
З 1974 році — на пенсії. Жив у місті-герої Тулі. Обирався депутатом Тульського обласної Ради депутатів трудящих, тривалий час був членом обласної Ради НТО «Машпром». Продовжував активну творчу роботу.
Помер 14 травня 1988 році в результаті зупинки серця (після сьомого інфаркта), на 74-му році життя. Похований в Тулі на 1-му Міському кладовищі.

## Розробки
- Пістолет Макарова (прийнятий на озброєння в 1951 році, вироблявся на Іжевському збройовому заводі).
- Авіаційна гармата AM-23 (спільно з Н. М. Афанасьєвим) (прийнята на озброєння в 1953 році).
- Переносний протитанковий ракетний комплекс «Фагот» (прийнятий на озброєння в 1970 році).
- Протитанковий ракетний комплекс «Конкурс» (прийнятий на озброєння в 1974 році).

## Нагороди
- За великі заслуги у створенні зразків нової військової техніки Указом Президії Верховної Ради СРСР від 19 квітня 1974 році Макарову Миколі Федоровичу присвоєно звання Героя Соціалістичної праці з врученням ордена Леніна і золотої медалі «Серп і Молот».
- Нагороджений двома орденами Леніна, орденом Трудового Червоного Прапора, медалями.
- Лауреат Сталінської премії (1952), Державної премії СРСР (1967), лауреат премії імені С. І. Мосіна.

## Пам'ять
9 травня 2009 році в Тульському державному музеї зброї відкрилася виставка, присвячена 95-річчю з дня народження конструктора зброї М. Ф. Макарова. На виставці представлені створені ним зразки зброї, а також фотодокументи, що відображають основні етапи життя і діяльності конструктора.

## Цікаві факти
- Грошову винагороду за Сталінську премію (50 000 рублів) — розтратив на подарунки родичам.[3]
- Не був у КПРС, що було рідкісним для того часу, в якому він жив.
- При виході на пенсію отримав «талон» на придбання автомобіля «Волга».
- Першим придумав конструкцію герметизації скляних банок з притиском скляної кришки пружинною скобою, після виходу на пенсію винайшов машинку для загортання консервів (на прохання дружини).